# Episodi di The Fosters (prima stagione)
La prima stagione della serie televisiva The Fosters è stata trasmessa sul canale statunitense ABC Family dal 3 giugno 2013 al 24 marzo 2014.
In Italia la stagione è stata interamente pubblicata sul servizio di streaming Disney+ il 22 giugno 2022.
| nº | Titolo originale      | Titolo italiano          | Prima TV USA     | Pubblicazione Italia |
| -- | --------------------- | ------------------------ | ---------------- | -------------------- |
| 1  | Pilot                 | Benvenuti                | 3 giugno 2013    | 22 giugno 2022       |
| 2  | Consequently          | Conseguenze              | 10 giugno 2013   | 22 giugno 2022       |
| 3  | Hostile Acts          | Atti di ostilità         | 17 giugno 2013   | 22 giugno 2022       |
| 4  | Quinceañera           | Quinceañera              | 24 giugno 2013   | 22 giugno 2022       |
| 5  | The Morning After     | Il giorno dopo           | 1º luglio 2013   | 22 giugno 2022       |
| 6  | Saturday              | Sabato                   | 8 luglio 2013    | 22 giugno 2022       |
| 7  | The Fallout           | La ricaduta              | 15 luglio 2013   | 22 giugno 2022       |
| 8  | Clean                 | Pulito                   | 22 luglio 2013   | 22 giugno 2022       |
| 9  | Vigil                 | Vigilia                  | 29 luglio 2013   | 22 giugno 2022       |
| 10 | I Do                  | Lo voglio                | 5 agosto 2013    | 22 giugno 2022       |
| 11 | The Honeymoon         | La luna di miele         | 13 gennaio 2014  | 22 giugno 2022       |
| 12 | House and Home        | Casa                     | 20 gennaio 2014  | 22 giugno 2022       |
| 13 | Things Unsaid         | Cose non dette           | 27 gennaio 2014  | 22 giugno 2022       |
| 14 | Family Day            | Il giorno della famiglia | 3 febbraio 2014  | 22 giugno 2022       |
| 15 | Padre                 | Padre                    | 10 febbraio 2014 | 22 giugno 2022       |
| 16 | Us Against The World  | Noi contro il mondo      | 17 febbraio 2014 | 22 giugno 2022       |
| 17 | Kids in the Hall      | Ragazzi in corridoio     | 24 febbraio 2014 | 22 giugno 2022       |
| 18 | Escapes and Reversals | Fughe e inversioni       | 3 marzo 2014     | 22 giugno 2022       |
| 19 | Don't Let Go          | Non lasciarmi andare     | 10 marzo 2014    | 22 giugno 2022       |
| 20 | Metropolis            | Metropolis               | 17 marzo 2014    | 22 giugno 2022       |
| 21 | Adoption Day          | Giorno di adozioni       | 24 marzo 2014    | 22 giugno 2022       |

## Benvenuti
- Titolo originale: Pilot
- Diretto da: Timothy Busfield
- Scritto da: Bradley Bredeweg e Peter Paige

### Trama
Lena fa la conoscenza di un'adolescente problematica di nome Callie e le chiede di trasferirsi temporaneamente con la sua famiglia. In casa di Lena, Callie incontra la partner di Lena, Stef, che è un agente di polizia. Esse sono a capo di una famiglia multietnica composta dal figlio biologico di Stef, Brandon, e dai fratelli gemelli latini, Jesus e Mariana.

## Conseguenze
- Titolo originale: Consequently
- Diretto da: Timothy Busfield
- Scritto: Bradley Bredeweg e Peter Paige

### Trama
Lena e Stef decidono di non punire Brandon per aver saltato la scuola nel tentativo di aiutare Callie, ma Mike, il padre di Brandon, non è d'accordo e chiede di avere più voce in capitolo quando si tratta della genitorialità di suo figlio: questo provoca una discussione con Lena. Jesus rischia la sua salute nel tentativo di aiutare Mariana, nel frattempo intraprende una relazione segreta con la migliore amica di sua sorella, Lexi. Callie si mette nei guai a causa della trasgressione di Mariana. Inoltre Jude, il fratello minore di Callie, va a vivere con Lena e Stef.

## Atti di ostilità
- Titolo originale: Hostile Acts
- Diretto da: Melanie Mayron
- Scritto da: David Ehrman

### Trama
Mike vuole che Brandon si trasferisca da lui e Callie incontra un nuovo amico di nome Wyatt. Mariana non vuole che Lexi esca con Jesus. Intanto Talya, la ragazza di Brandon, scopre uno dei più grandi segreti di Callie.

## Quinceañera
- Titolo originale: Quinceañera
- Diretto da: Joanna Kerns
- Scritto da: Joanna Johnson

### Trama
È la Quinceañera di Mariana, così la mamma di Lena viene in visita. Talya intanto, è sempre più gelosa della connessione tra Callie e Brandon, nel frattempo, Mariana scopre la relazione tra Jesus e Lexi. Stef e Lena rimangono sorprese quando scoprono che Mariana vuole ballare con Mike alla sua quinceañera piuttosto che con le sue mamme. Intanto Callie e Wyatt si avvicinano.

## Il giorno dopo
- Titolo originale: The Morning After
- Diretto da: Bethany Rooney
- Scritto da: Paul Sciarrotta

### Trama
Stef e Lena discutono sulla mancanza di romanticismo nella loro relazione. Nel frattempo Jesus e Lexi hanno dei rapporti sessuali non protetti, mentre Brandon inizia ad essere geloso di Callie e Wyatt.

## Sabato
- Titolo originale: Saturday
- Diretto da: Norman Buckley
- Scritto da: Marissa Jo Cerar

### Trama
Lena e Stef fanno una cena insieme a Jesus, i genitori di Lexi, e il padre conservatore di Stef, Frank. Callie frequenta una seduta di terapia per i ragazzi in affidamento. Nel frattempo, Brandon ha un'importante audizione per il pianoforte, ma Mike la rovina. Callie scopre qualcosa in più su Wyatt.

## La ricaduta
- Titolo originale: The Fallout
- Diretto da: Jeff Melman
- Scritto da: Zoila Amelia Galeano, Bradley Bredeweg e Peter Paige

### Trama
Lexi prende una decisione disperata, Lena vuole che Callie partecipi alle sue sessioni di terapia, e Jude cerca di impressionare il suo amico Connor. Intanto i genitori di Lexi la puniscono quando vengono a sapere la verità su lei e Jesus.

## Pulito
- Titolo originale: Clean
- Diretto da: Millicent Shelton
- Scritto da: David Ehrman, Paul Sciarrotta e David Ehrman

### Trama
La ex-fidanzata di Lena la viene a trovare e le rivela un segreto. Callie vuole aiutare Talya quando a scuola comincia a circolare un video imbarazzante su di lei. Jesus e Mariana vogliono che Ana, la loro madre biologica, li lasci in pace.

## Vigilia
- Titolo originale: Vigil
- Diretto da: David Paymer
- Scritto da: Joanna Johnson

### Trama
Stef viene ferita in modo abbastanza grave. Nel frattempo partono dei flashback, dove viene mostrato l'incontro tra Lena e Stef e la loro successiva storia d'amore, ed infine di come si sia formata la loro famiglia. Callie si apre con Brandon circa la morte della sua madre biologica. Ana viene arrestata, e Wyatt si rende conto che Callie è innamorata di Brandon, intanto il ragazzo si confronta con suo padre a proposito del problema dell'uomo con l'alcol. Jesus porta Ana in un rifugio per senzatetto.

## Lo voglio
- Titolo originale: I Do
- Diretto da: James Hayman
- Scritto da: Bradley Bredeweg e Peter Paige

### Trama
È arrivato il giorno del matrimonio di Lena e Stef, ma Frank (il padre di Stef) non vuole partecipare. La madre di Lena, Dana, e la madre di Stef, Sharon, discutono della cerimonia. Secondo Jude, quando Callie ha baciato Brandon ha rovinato tutto, così la ragazza prende una decisione, quella di scappare, per fare in modo che Jude possa essere adottato anche senza di lei. Lei vuole che lui sia felice.

## La luna di miele
- Titolo originale: The Honeymoon
- Diretto da: James Hayman
- Scritto da: Bradley Bredeweg e Peter Paige

### Trama
Dopo la fuga di Callie, la famiglia cerca di ritrovarla. Jude è arrabbiato con Brandon per via di quello che hanno fatto al matrimonio, ma si sente ancora più arrabbiato con Callie, dopo che lei è fuggita. Mariana scopre che Lexi si trasferirà in Honduras per sempre.

## Casa
- Titolo originale: House and Home
- Diretto da: Martha Mitchell
- Scritto da: Joanna Johnson

### Trama
Callie si unisce ad una casa famiglia dopo aver commesso un crimine. Brandon dice la verità circa il motivo della fuga della sorella. Nel frattempo, Mariana aiuta la scuola con la recita scolastica per impressionare un ragazzo di nome Chase. Jesus cerca di entrare nella squadra di wrestling.

## Cose non dette
- Titolo originale: Things Unsaid
- Diretto da: Joanna Kerns
- Scritto da: Marissa Jo Cerar

### Trama
Stef e Lena cercano di tenere Brandon e Callie distanti. Nel frattempo, Jesus ha dei problemi con il team di wrestling. Kelsey, un'"amica" di Mariana, rivela un segreto riguardo al passato della ragazza.

## Il giorno della famiglia
- Titolo originale: Family Day
- Diretto da: Elodie Keene
- Scritto da: Megan Lynn e Wade Solomon

### Trama
Lena vuole rimanere incinta, ma non ne ha ancora parlato con Stef. Intanto Jesus ed Emma, una ragazza che fa parte della sua squadra di wrestling, flirtano l'uno con l'altra. Nel frattempo, i Fosters visitano Callie nella casa di gruppo e imparano che ella non può ritornare con loro dopo tutto ciò che è successo.

## Padre
- Titolo originale: Padre
- Diretto da: Millicent Shelton
- Scritto da: Tamara P. Carter, Bradley Bredeweg e Peter Paige

### Trama
La morte di Frank riporta dei ricordi dolorosi alla mente di Callie e Jude. Il rapporto tra Jesus ed Emma cresce sempre di più, Stef scopre il segreto di Lena, mentre Mike si mette nei guai.

## Noi contro il mondo
- Titolo originale: Us Against The World
- Diretto da: Lee Rose
- Scritto da: Kelly Fullerton

### Trama
Brandon scopre che Mike ha una nuova fidanzata, Dani, inoltre fa di tutto pur di ripagare al padre le lezioni di pianoforte. Stef deve testimoniare in tribunale su quanto è accaduto la notte in cui gli avevano sparato. La sua decisione su cosa dire potrebbe minacciare il suo lavoro. Intanto, Callie fa un cambio per riconquistare la fiducia dei suoi cari, mentre Mariana cerca di attirare su di sé le attenzioni che Chase ha nei confronti di Kelsey.

## Ragazzi in corridoio
- Titolo originale: Kids in the Hall
- Diretto da: Michael Grossman
- Scritto da: Megan Lynn e Wade Solomon

### Trama
Callie usa le sue abilità di fotografa per una buona causa. Nel frattempo, Brandon si mette nei guai, Mariana affronta delle conseguenze negative, mentre c'è della tensione tra Jesus ed Emma.

## Fughe e inversioni
- Titolo originale: Escapes and Reversals
- Diretto da: Melanie Mayron
- Scritto da: Joanna Johnson e Thomas Higgins

### Trama
Lexi ritorna e Jesus deve quindi prendere una decisione. Mariana conosce Zac, un compagno di classe, che vive con la madre. Nel frattempo, Callie sospetta che Brandon sia coinvolto in una brutta situazione.

## Non lasciarmi andare
- Titolo originale: Don't Let Go
- Diretto da: Zetna Fuentes
- Scritto da: Marissa Jo Cerar, Zoila Amelia Galeano, Kelly Fullerton e Marissa Jo Cerar

### Trama
L'incontro di Callie con suo padre la lascia confusa. Nel frattempo Lena e Stef prendono una decisione importante, Jesus lotta con il suo farmaco, l'ADHD, mentre Mariana viene invitata dalla mamma di Zac a casa loro.

## Metropolis
- Titolo originale: Metropolis
- Diretto da: Martha Mitchell
- Scritto da: Joanna Johnson

### Trama
Il ballo d'inverno del liceo è alle porte, e Jesus e Mariana sono preoccupati riguardo alle persone con cui stanno uscendo. Al ballo, Callie viene nominata reginetta d'inverno, mentre Ana torna con cattive notizie.

## Giorno di adozioni
- Titolo originale: Adoption Day
- Diretto da: Norman Buckley
- Scritto da: Bradley Bredeweg e Peter Paige

### Trama
Callie e Jude stanno per essere adottati, ma un problema interrompe il tutto. A Jude viene chiesto un appuntamento e Brandon prende un'altra cattiva decisione, di cui si pentirà. Lena rivela a Stef un segreto, mentre Callie riceve una visita inaspettata.